# Fedele alla linea
Fedele alla linea è un volume a fumetti del genere graphic journalism, o giornalismo a fumetti, scritto e disegnato da Gianluca Costantini, pubblicato da Edizioni BeccoGiallo nel 2018. Con una prefazione di Luigi Spinola e una postfazione di Daniele Barbieri. Il volume raccoglie le illustrazioni e le brevi storie a fumetti incentrate su temi di attualità che Gianluca Costantini ha pubblicato dal 2005 al 2017 su riviste e quotidiani come Linus, Internazionale, Il Manifesto, il Corriere della Sera, Le Monde Diplomatique o su testate e portali online come The New Arab, Words withour Borders e Graphic News. Per ogni singola storia o vignetta Elettra Stamboulis ha inserito brevi testi come commento. Lo stile e le tecniche impiegate sono molto varie, realizzate sia in bianco e nero che a colori.
Storie pubblicate:
- "Come si dice GRRR! in serbo?, testo Elettra Stamboulis, pubblicato originariamente su inguineMAH!gazine n°6, Coniglio Editore, 2005[9]
- "Gaz Promise", testo Elettra Stamboulis, pubblicato originariamente su World War III Illustrated n°37, 2006 (Stati Uniti)
- "Quei maledetti che bruciano le bandiere", testo Allan Antliff, pubblicato originariamente su Babel n°235, 2006 (Grecia)[10]
- "Mafia", pubblicato originariamente su Animals n°23, Coniglio Editore, 2011
- "Ungdomshuset", pubblicato originariamente su FATTI Zero Euro Freepress, 2007
- "Cartolina da Atene", pubblicato originariamente su Internazionale n°770, Internazionale Spa, 2008
- "Bolero Berlinese", pubblicato originariamente su D la Repubblica delle donne n°622, Gruppo editoriale L'Espresso, 2008
- "Cartolina da Pancěvo", pubblicato originariamente su Pancevac (quotidiano) n°4270, 4271,4272,4273, 2008 (Serbia)
- "8 km la storia di Zaher", pubblicato originariamente su Terre di Mezzo n°8, Cart'Armata Edizioni, 2009[11][12]
- "Yes We Camp", testo Elettra Stamboulis, pubblicato originariamente su Ctrl.Alt.Shift Unmask Corruption, catalogo a cura di Paul Gravett, 2008 (Inghilterra)[13][14]
- "La storia di Cheikh Mansour e altre mitologie del Caucaso", testo Elettra Stamboulis, pubblicato originariamente su Le Monde Diplomatique n°17, 2010[15]
- "Il giorno della conoscenza", testo Elettra Stamboulis, pubblicato originariamente su Animals n°19. 2011[16]
- "Cartolina da Balbeek", pubblicato originariamente su Internazionale n°881, Internazionale Spa, 2011[7]
- "L'ultimo desiderio di Mazzini", testo Maurizio Maggiani, pubblicato originariamente su La Lettura n°47, supplemento del Corriere della Sera, 2012
- "Chokri Belaïd", pubblicato originariamente su Internazionale n°990, Internazionale Spa, 2013
- "Nafplio", testo Elettra Stamboulis, pubblicato originariamente su Gagarin Orbite Culturali n°4, 2014
- "La parola antisemita", testo di Tahar Lamri, pubblicato originariamente su BeccoGiallo - Pillole di giornalismo disegnato, 2014[17]
- "Cartoline da Noril'sk", pubblicato originariamente su Internazionale n°1066, Internazionale Spa, 2014
- "99%", da un testo di David Graeber, pubblicato originariamente sul catalogo 99% Komikazen, 2013
- "Buttes Chaumont la storia di Chérif Kouachi", pubblicato originariamente su Courrier International n°1280, 2015[18][19][20]